# Zaitunia afghana
Espèce
Synonymes
- Filistata afghana Roewer, 1962

Zaitunia afghana est une espèce d'araignées aranéomorphes de la famille des Filistatidae.

## Distribution
Cette espèce est endémique d'Afghanistan.

## Description
La femelle décrite par Zonstein et Marusik en  2016 mesure 6,20 mm.

## Systématique et taxinomie
Cette espèce a été transférée du genre Filistata au genre Zaitunia par Zonstein, Marusik et Koponen en 2013.

## Étymologie
Son nom d'espèce lui a été donné en référence au lieu de sa découverte, l'Afghanistan.

## Publication originale
- Roewer, 1962 : Araneae Trionycha II und Cribellatae aus Afghanistan. Acta Universitatis Lundensis, (N.F.), sér. 2, vol. 58, no 7, p. 1-15.